# El que passa després
El que passa després (títol original en anglès, What Happens Later) és una pel·lícula de comèdia romàntica estatunidenca del 2023 dirigida per Meg Ryan, que va escriure el guió juntament amb Steven Dietz i Kirk Lynn. És protagonitzada per la mateixa Ryan i David Duchovny. La pel·lícula segueix dos ex que, després de topar-se quan els seus vols es retarden a causa d'una tempesta de neu, passen la nit a l'aeroport revivint el seu passat. La distribuidora Bleecker Street va estrenar el film 3 de novembre de 2023. S'ha doblat i subtitulat al català.